# ماریا آگاپووا
ماریا آگاپووا (انگلیسی: Mariya Agapova؛ زادهٔ ۷ آوریل ۱۹۹۷) ورزشکار هنرهای رزمی ترکیبی اهل قزاقستان است. وی از سال ۲۰۱۵ میلادی تاکنون مشغول فعالیت بوده‌است.